# Maria von Sachsen (1515–1583)
Maria von Sachsen (* 15. Dezember 1515 in Weimar; † 7. Januar 1583 in Wolgast) war eine sächsische Prinzessin aus der ernestinischen Linie des Hauses Wettin und durch Heirat Herzogin von Pommern.

## Leben
Maria war die älteste Tochter des sächsischen Kurfürsten Johanns des Beständigen (1468–1532) aus dessen zweiter Ehe mit Margarete (1494–1521), Tochter des Fürsten Waldemar VI. von Anhalt-Zerbst.
Sie heiratete am 27. Februar 1536 in Torgau Herzog Philipp I. von Pommern (1515–1560). Die Vermählung des Paares ist auf dem sogenannten Croÿ-Teppich dargestellt, der neben dem Brautpaar und dessen Familien auch die Reformatoren Johannes Bugenhagen, Martin Luther und Philipp Melanchthon zeigt. Der Teppich stammt aus der Stettiner Werkstatt von Peter Heymans, einem niederländischen Bildwirker, und ist heute im Pommerschen Landesmuseum in Greifswald ausgestellt. Während der Trauung soll Martin Luther einer der Trauringe entglitten sein, worauf er rief: “Teufel, es gehet dich nichts an!”

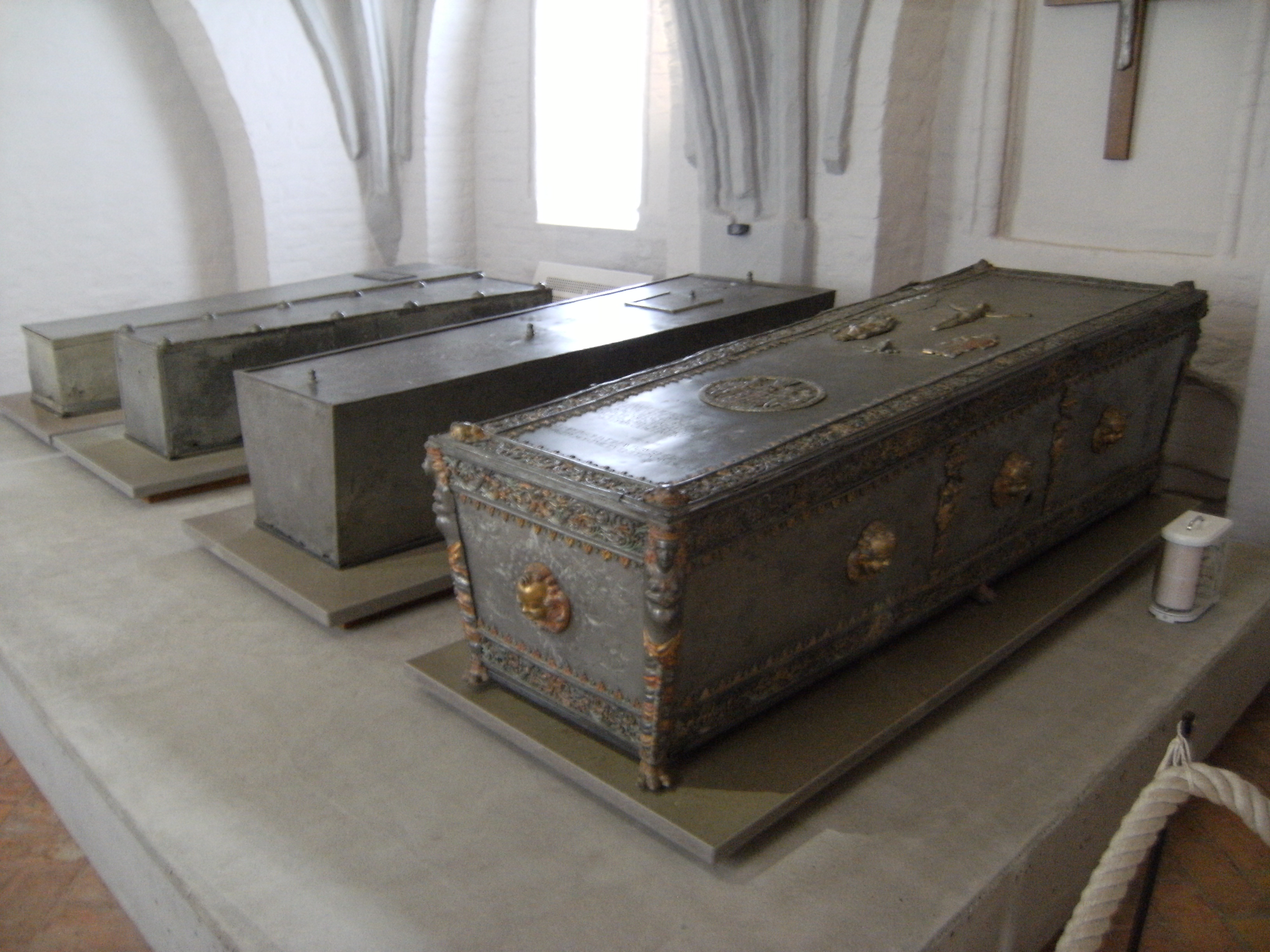
Sarkophag von Herzogin Maria (3. v. rechts)

Die Ehe Philipps mit Maria bedeutete den Anschluss Pommerns an Kursachsen mit seiner Vormachtstellung bei den evangelischen Reichsständen und wurde vom Reformator Johannes Bugenhagen vermittelt. Pommern schloss sich noch im selben Jahr auch dem Schmalkaldischen Bund an.
Nach dem Tod ihres Mannes lebte Maria, der das Amt Pudagla als Wittum zugesichert war, zunächst weiter auf Schloss Wolgast. Ihr Sohn Ernst Ludwig, der 1569 die Regierungsgeschäfte im Herzogtum Pommern übernahm, gewährte ihr die Einkünfte aus den ehemaligen Pudaglaer Klostergütern als Leibgedinge und errichtete ihr 1574 das Schloss Pudagla mit Materialien aus den abgebrochenen Klostergebäuden.
Sie wurde in der Herzogsgruft in der St.-Petri-Kirche von Wolgast beigesetzt. Ihr Sarkophag steht jetzt rekonstruiert in der oberirdischen Greifenkapelle der genannten Kirche.

## Nachkommen
Aus ihrer Ehe mit Philipp hatte Maria folgende Kinder:
- Georg (1540–1544)
- Johann Friedrich I. (1542–1600), Herzog von Pommern-Wolgast

⚭ 1577 Prinzessin Erdmuthe von Brandenburg (1561–1623)
- Bogislaw XIII. (1544–1606), Herzog von Pommern-Barth

⚭ 1. 1572 Prinzessin Klara von Braunschweig-Lüneburg (1550–1598)
⚭ 2. 1601 Prinzessin Anna von Schleswig-Holstein-Sonderburg (1577–1616)
- Ernst Ludwig (1545–1592)

⚭ 1577 Prinzessin Sophia Hedwig von Braunschweig-Wolfenbüttel (1561–1631)
- Amalie (1547–1580)
- Barnim XII. (1549–1603), Herzog von Pommern-Rügenwalde

⚭ Prinzessin Anna Maria von Brandenburg (1567–1618)
- Erich (*/† 1551)
- Margarete (1553–1581)

⚭ 1574 Herzog Franz II. von Sachsen-Lauenburg (1547–1619)
- Anna (1554–1626)

⚭ 1588 Herzog Ulrich III. von Mecklenburg-Güstrow (1527–1603)
- Kasimir IX. (1557–1605), Bischof von Kammin